# Серджо Либеровичи
Серджо Либеровичи (на италиански: Sergio Liberovici) е италиански композитор и фолклорист.

## Биография
Роден е на 10 декември 1930 година в Торино в еврейско семейство. В средата на 50-те години пише няколко балета, след което композира главно песни и театрална музика. Публикува музикална критика в печата и събира фолклорни песни, които използва като основа за композициите си. През 70-те години пише главно музика за деца.
Серджо Либеровичи умира на 16 ноември 1991 година в Торино.